# وكالة مسلمي افريقيا
وكالة المسلمين الأفارقة (AMA) هي منظمة إنسانية إسلامية. تأسست في عام 1981، وتمول في المقام الأول من خلال المساعدات الكويتية وتبرعات الدعوة من المسلمين.
تأسس مكتب كيب تاون عام 1987 على يد محمد فريد تشونارا. تحت قيادته، نمت الوكالة لتصبح واحدة من أكبر منظمات الإغاثة في أفريقيا. توفي السيد إم إف تشونارا (المولود في 3 نوفمبر 1949) في 9 أبريل 2011، وتولى ابنه عمران تشونارا منصب المدير بعده.
تصف جمعية المسلمين الإسلاميين نفسها بأنها منظمة إنسانية وتنموية ودعوية مقرها الكويت، ولها مكاتب في مختلف أنحاء أفريقيا. وقد أنشأت الوكالة فروعًا في معظم دول القارة، بما في ذلك سيراليون ومالي وموزامبيق ومدغشقر وزيمبابوي وأنغولا وغامبيا وجنوب أفريقيا بشكل خاص. ومن أهداف الوكالة تعزيز الإسلام من خلال نشر تعاليم القرآن الكريم، بالإضافة إلى بناء المستشفيات والمدارس والمساجد.
ذكرت منظمة العمل الدولية في عام 2010 أن الوكالة أولت اهتمامًا خاصًا للمساعدات المباشرة، بما في ذلك إنشاء الآبار لتوفير مياه الشرب النقية.
كانت الهيئة نشطة في مجال التنمية في النيجر منذ عام 1985. وقد شهدت أهدافها وتكتيكاتها تغييرات كبيرة منذ تأسيسها. حصلت على صفة استشارية في المجلس الاقتصادي والاجتماعي التابع للأمم المتحدة في عام 1998. تم استدعاء قادتها من قبل الشرطة واستجوابهم في 2007.